# 普萊森茲縣 (西維吉尼亞州)
普萊森茲縣（英語：Pleasants County）是美國西維吉尼亞州西北部的一個縣，北隔俄亥俄河與俄亥俄州相望。面積349平方公里。根據美國2000年人口普查，共有人口7,514人。縣治聖瑪麗斯（St. Marys）。
普萊森茲縣成立於1851年3月29日，縣政府成立於5月15日。本縣县名紀念曾任維吉尼亞州州長、聯邦眾議員、參議員的小詹姆斯·普萊森茲（James Pleasants, Jr.）。

## 地理
根据美国人口调查局的数据普萊森茲縣总面积为349平方公里，其中339平方公里为陆地面积，10平方公里为水域面积，占总面积的2.87%。

### 主要公路
- ，2号弗吉尼亚州路
- ，16号弗吉尼亚州路

### 临近县
- 华盛顿县（北）
- 泰勒縣（东）
- 里奇县（东南）
- 伍德县（西南）

## 人口
根据2000年的人口普查普萊森茲縣有7514名居民，分2887个户和2136个家庭，整个县的人口密度为每平方公里22人。其中98.30%是美国白人、0.48%是非裔美国人、0.47%是美洲土著人、0.20%是亚裔美国人、0.07%是其他人中、0.49%是混血儿。西班牙裔和其他拉丁美洲裔的人占0.37%。
县内的2887个户中有32.7%有18岁以下的未成年人、60.1%是结婚夫妇、10.4%是带孩子的单身妇女、26.0%不是家庭、22.9%是单身汉、12.3%有65岁以上的老年人。平均每户2.51人，每个家庭2.93人。
县内的人口结构为23.8%在18岁以下、7.8%在18至24岁之间、28.7%在25至44岁之间、24.8%在45至64岁之间、14.9%在65岁以上。平均年龄为39岁。女子对男子的性别比为100：100.2。成年人的性别比为100：96.2。
平均每户的年收入为32,736美元，家庭的平均年收入为37,795美元。男子的平均年收入为31,068美元，女子的平均年收入为18,077美元。人均年收入为16,920美元。约10.9%的家庭和13.7%的居民生活在贫困线以下，其中包括17.8%的未成年人和7.9%的老年人。
在2008年的美国总统大选中60%的居民投票给約翰·麥凱恩，38%投票给巴拉克·歐巴馬。
39°22′N 81°10′W / 39.37°N 81.16°W